# Главна последователност
Главната последователност в диаграмата на Херцшпрунг-Ръсел е кривата, около която са разположени повечето звезди. Звездите от тази група са известни като звезди от главната последователност или звезди-джуджета.
Тази линия е така ясно изявена, защото както спектралния клас, така и светимостта, зависят само от масата на звездата (по груби изчисления), при условие че в звездата протича термоядрен синтез – реакция, която заема почти целия период на съществуване на звездите.
Главната последователност не следва напълно равномерна крива. Така е, поради неточностите на наблюденията, които касаят разстоянието до дадената звезда.
Въпреки това, дори и перфектни наблюдения биха довели до неясна главна последователност, защото масата не е единственият параметър на звездата. Химичният състав и свързаният с него еволюционен стадий също изместват позицията на звездата, както също правят въртенето, магнитното поле или близко разположена звезда-близнак. Всъщност същесвуват бедни на метали субджуджета, които лежат точно под главната последователност, въпреки че в тях протича термоядрен синтез, което означава, че размиването на долния ръб на главната последователност е следствие от химическия състав на звездите.
След началото на ядрения процес, яркостта и повърхностната температура на звездата обикновено започват постепенно да нарастват. Звездите обикновено влизат и излизат от главната последователност от момента на тяхното раждане до смъртта си. Нашето Слънце е звезда от главната последователност - такава е от преди около 4,5 млрд. години и ще остане такава още толкова време. То е от спектрален клас G2 V. След като изчерпи запасите си от водород, то ще се превърне в червен гигант.
Продължителността на престоя на една звезда в главната последователност може да се определи като се използва нейната маса спрямо слънчевата маса по следния начин:
{\textstyle \tau _{ms}\sim 10^{10}\cdot \left[{\frac {M_{\bigodot }}{M}}\right]^{-2.5}{\mbox{ years}}}
където {\displaystyle M_{\bigodot }} е масата на Слънцето, {\displaystyle M} е масата на звездата, а {\displaystyle \tau _{ms}} е предполагаемият престой на звездата в главната последователност в години. Леките звезди живеят най-дълго – няколко трилиона години. Тази формула не отчита коректно живота на най-тежките звезди, които живеят по-кратко – до няколко десетки милиона години – и се намират в горния ляв край на графиката.

## Данни
Таблицата по-долу показва някои характерни стойности за звездите по продължението на главната последователност. Стойностите за светимост (L), радиус (R) и маса (M) са посочени спрямо тези на Слънцето. Реалните стойности за дадена звезда могат да варират с 20-30%. Оцветяването на колоната „спектрален клас“ дава приблизително представяне на фотографския цвят на звездата.
| Спектрален клас | Радиус | Маса | Светимост | Температура |
| --------------- | ------ | ---- | --------- | ----------- |
| Спектрален клас | R/R☉   | M/M☉ | L/L☉      | K           |
| O2              | 16     | 158  | 2 000 000 | 54 000      |
| O5              | 14     | 58   | 800 000   | 46 000      |
| B0              | 5.7    | 16   | 16 000    | 29 000      |
| B5              | 3.7    | 5.4  | 750       | 15 200      |
| A0              | 2.3    | 2.6  | 63        | 9600        |
| A5              | 1.8    | 1.9  | 24        | 8700        |
| F0              | 1.5    | 1.6  | 9.0       | 7200        |
| F5              | 1.2    | 1.35 | 4.0       | 6400        |
| G0              | 1.05   | 1.08 | 1.45      | 6000        |
| G2              | 1.0    | 1.0  | 1.0       | 5700        |
| G5              | 0.98   | 0.95 | 0.70      | 5500        |
| K0              | 0.89   | 0.83 | 0.36      | 5150        |
| K5              | 0.75   | 0.62 | 0.18      | 4450        |
| M0              | 0.64   | 0.47 | 0.075     | 3850        |
| M5              | 0.36   | 0.25 | 0.013     | 3200        |
| M8              | 0.15   | 0.10 | 0.0008    | 2500        |
| M9.5            | 0.10   | 0.08 | 0.0001    | 1900        |